# Numéro BEA
Pour les articles homonymes, voir BEA et INE.
Le numéro BEA, dont le nom vient du logiciel Base élèves académique, est un numéro national délivré à chaque élève dès son inscription en petite section de maternelle en France et sera le même jusqu'en Terminale. Il permet d’identifier individuellement chaque élève scolarisé dans l’enseignement élémentaire et secondaire. Il est présent sur chaque fiche élève des bases académiques SIECLE (pour le secondaire) et ONDE (pour la maternelle et le primaire).
L'INE signifie « Identifiant National Elève ».
Ce numéro est composé de neuf chiffres et deux lettres depuis la rentrée 2018 (auparavant, il comportait dix chiffres et une lettre).[réf. souhaitée]
Il est indiqué en haut sur le relevé de notes du baccalauréat en tant qu'« identifiant national ».
Seuls les étudiants ayant passé leur baccalauréat à partir de 1995 possèdent un numéro BEA.
En 2012, est créé un répertoire national des identifiants élèves (RNIE) dans le but de fixer un identifiant national des étudiants unique national. Celui-ci aura le même nombre de caractères que le numéro BEA mais sa composition sera différente,.